# Drake Hotel (New York City)

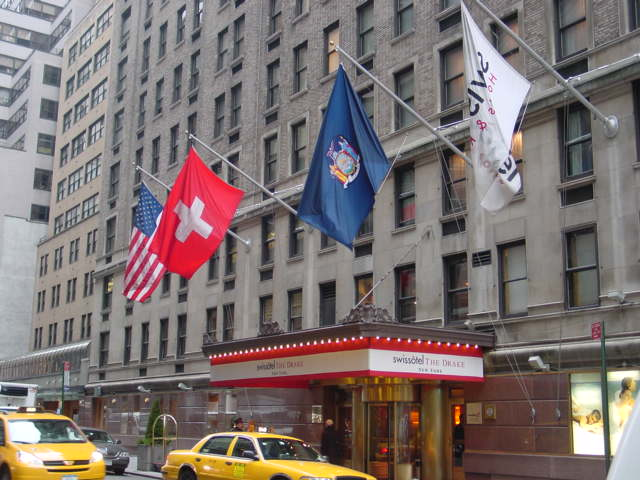
Der Haupteingang des Drake Hotel im Januar 2006.

Das Drake Hotel war ein Hotel an der Park Avenue und West 56th Street in Midtown Manhattan, New York City.

## Geschichte
Das Hotel wurde 1927 durch die Immobilienfirma Bing & Bing errichtet. Der 21-stöckige Bau wies 495 Zimmer auf. Einer Quelle zufolge wurde es für Innovationen wie automatische Kühlung sowie geräumige, luxuriöse Räume und Suiten gerühmt. Fauchon-Schokoladen war im Erdgeschoss angesiedelt.
Der Stummfilmstar Lillian Gish lebte von 1946 bis 1949 in diesem Hotel. Andere bekannte Gäste waren Frank Sinatra, Muhammad Ali, Judy Garland, Jimi Hendrix und Glenn Gould. Der Gastronom Toots Shor verbrachte hier seinen Lebensabend. Der Songwriter Jerome Kern erlitt am 5. November 1945 auf dem Gehweg vor dem Drake einen Herzanfall. In den 1960er und 1970er Jahren war das Drake Hotel die bevorzugte Unterbringung in New York für Rockbands wie Led Zeppelin und The Who. Während ihres Aufenthalts im Juli 1973 wurde Led Zeppelin 203.000 US-Dollar Bargeld aus einem Hotelsafe gestohlen. Das Geld wurde nie gefunden und die Identität des Diebes oder der Diebe wurde nie aufgedeckt. Die Band verklagte später das Hotel wegen des Diebstahls. Die britische Rockband Slade wohnte am 6. Oktober 1973 nach ihrem Auftritt in der New York Academy of Music in diesem Hotel. Die britische Rockband The Sweet wohnte während ihrer zermürbenden USA-Touren in den 1970er Jahren im Drake.
Der Nachtclub des Drake, „Shepheard's“, wurde als erste Diskothek New Yorks und angesagtester Nachtclub der Mitte der 1960er Jahre angepriesen, wo Leute wie Lee Radziwill und Julie Newmar zu einem Live-DJ The Frug tanzten.
Das Hotel wurde in den frühen 1980er von Swissotel gekauft, die es in Swissotel The Drake umbenannte und für 52 Millionen Dollar (heute inflationsbereinigt 81 Millionen Dollar) eine Raum-für-Raum-Renovierung durchführte. Die Arbeiten wurde 1991 abgeschlossen. 2006 wurde das Hotel für 440 Millionen Dollar (heute inflationsbereinigt 685 Millionen Dollar) an den Immobilienentwickler Harry B. Macklowe verkauft. Es wurde 2007 abgerissen. Der Baugrund war 2011 einer der wertvollsten New Yorks.
Mitte 2012 begann auf dem ehemaligen Grundstück des Drake Hotels der Bau des 426 m hohen Wohnwolkenkratzers 432 Park Avenue, der 2015 fertiggestellt und 2016 eröffnet wurde.